# Klemensker (parochie)
Klemensker is een parochie van de Deense Volkskerk in de Deense gemeente Bornholm. De parochie maakt deel uit van het bisdom Kopenhagen en telt 1514 kerkleden op een bevolking van 1736 (2006). Tot 1970 was de parochie deel van Nørre Herred.
In 1882 werd de oude middeleeuwse kerk van Klemensker, die aan Sankt Klemens was gewijd, vervangen door een nieuwe in gehouwen graniet. Deze werd in 1960 gerenoveerd. Van de oude kerk is niets bewaard gebleven.

## Externe bronnen
- Geschiedenis over de kerk op clemenskirke.dk
- portaal van de parochie.
- Kerken in Denemarken

## Galerij

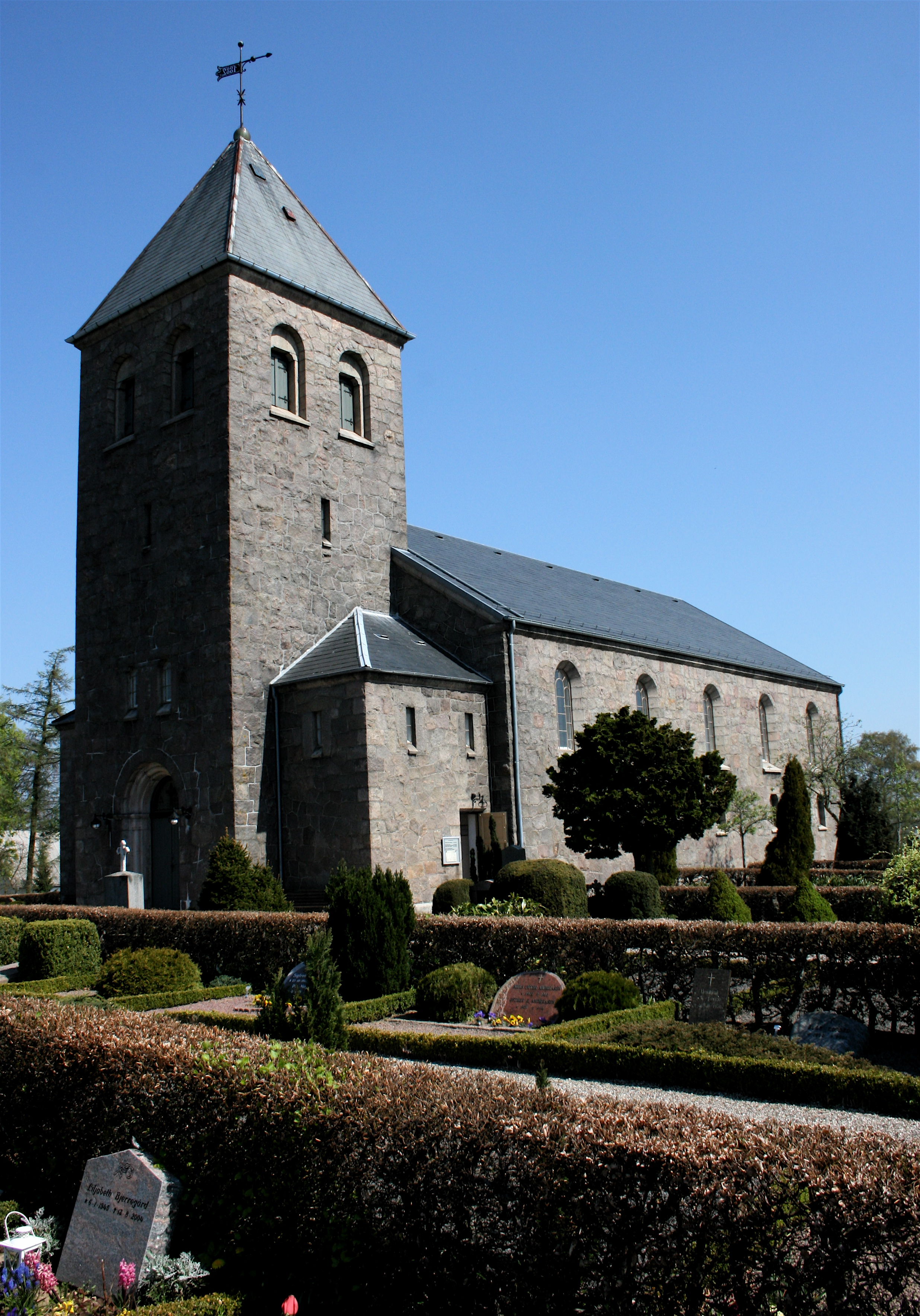
De kerk gezien vanaf de begraafplaats
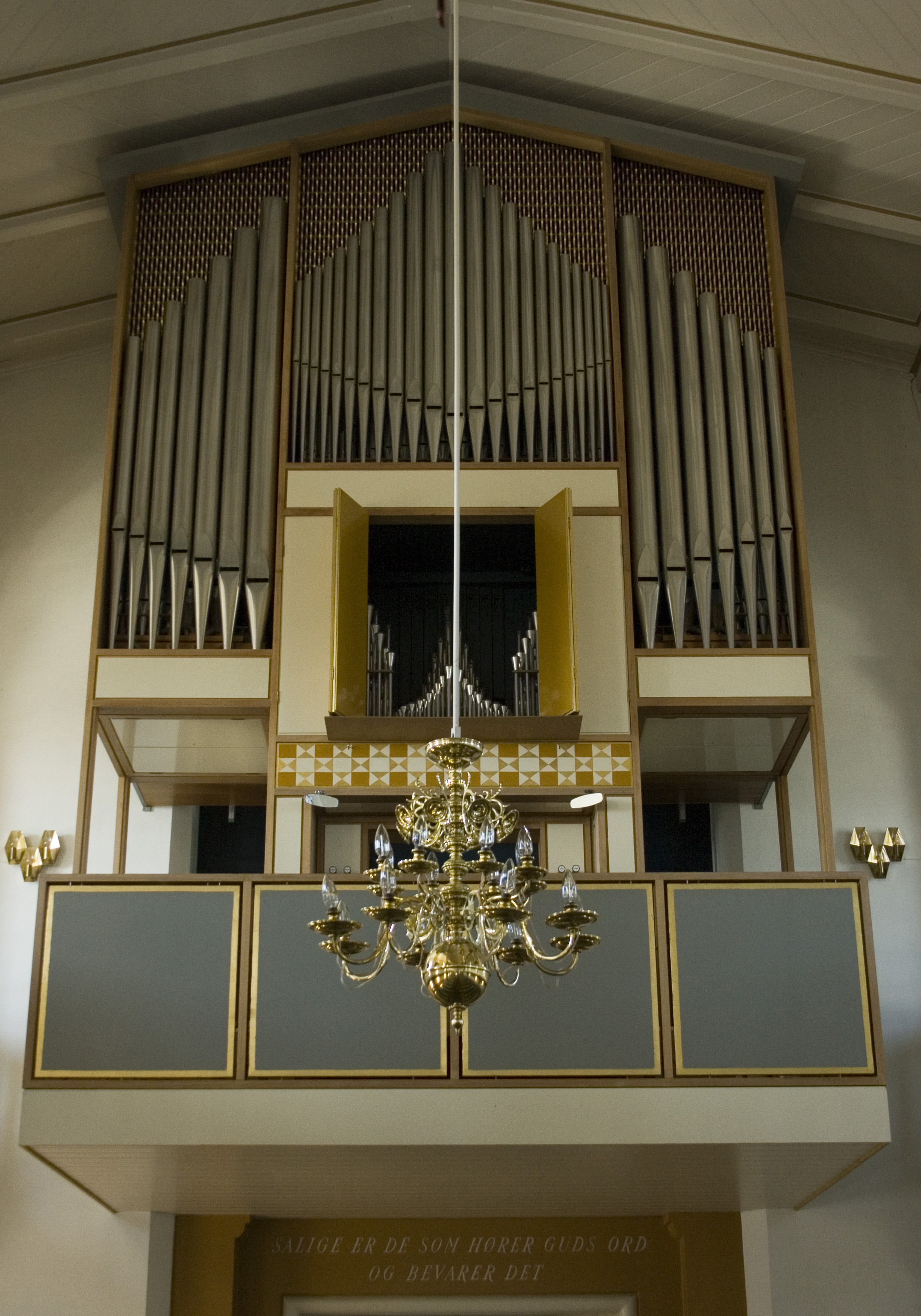
Het orgel van de Klemenskerk
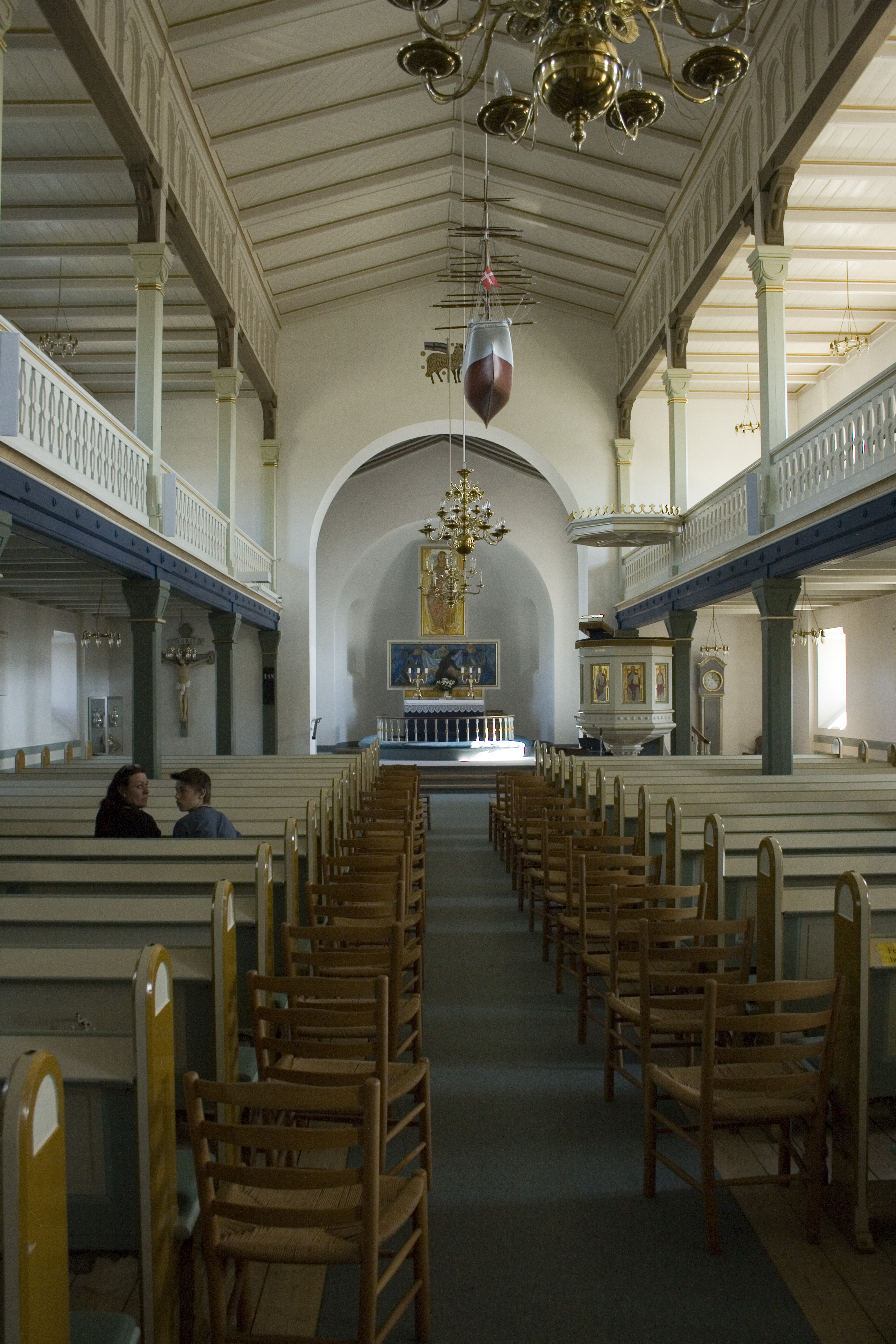
Het schip in de Klemenskerk
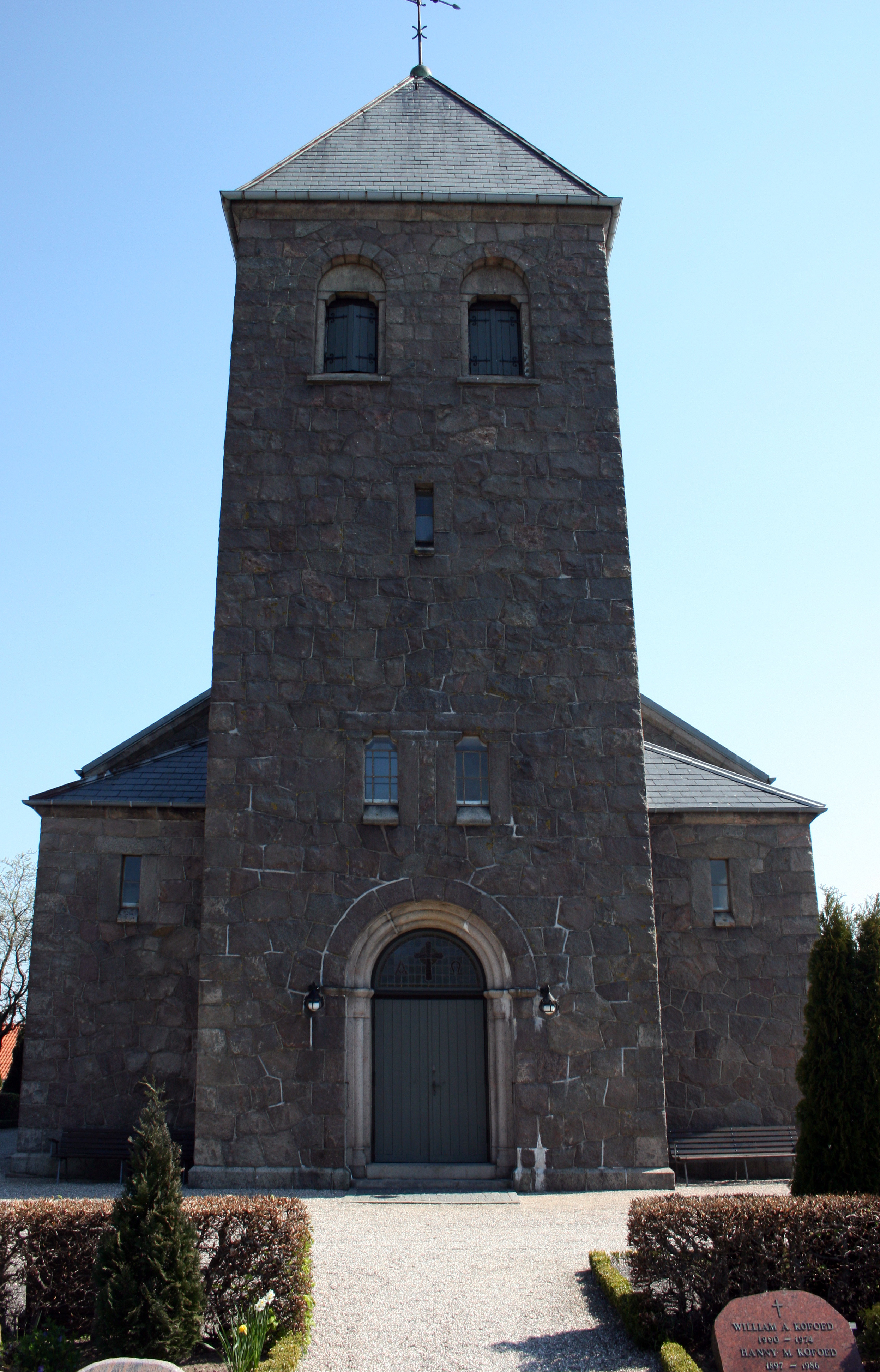
De toren van de Klemenskerk

Aaker · Aalholm · Absalons · Advent · Aldersro · Allehelgens · Allinge-Sandvig · Anna · Ansgar · Apostelkirkens · Bellahøj · Bethlehem · Bispebjerg · Blågårdens · Bodilsker · Brønshøj · Christian · Christiansø · Davids · De Gamles Bys · Dragør · Elias · Emdrup · Enghave · Filip · Flintholm · Fredens-Nazaret · Frederiks · Frederiksberg · Frederiksberg Slotssogn · Frihavns · Garnisons · Gethsemane · Godthaab · Grøndals · Gudhjem · Hans Egedes · Hasle · Helligånds · Højdevang · Holmens · Husum · Husumvold · Hyltebjerg · Ibsker · Islands Brygges · Johannes Døbers · Kapernaums · Kastel · Kastrup · Kildevælds · Kingo-Samuel · Kingos · Klemensker · Knudsker · Korsvejens · Kristkirkens · Lindevang · Lundehus · Margrethe · Maria · Mariendal · Nathanaels · Nexø · Nyker · Nylarsker · Olsker · Østerlarsker · Østermarie · Østervold · Pedersker · Poulsker · Rø · Rønne · Rosenvænget · Rutsker · Samuels · Sankt Andreas · Sankt Jakobs · Sankt Johannes · Sankt Lukas · Sankt Markus · Sankt Matthæus · Sankt Pauls · Sankt Stefans · Sankt Thomas · Simeons · Simon Peter · Sion · Skelgårds · Solbjerg · Solvang · Store Magleby · Sundby · Sundkirkens · Svaneke · Sydhavn · Tagensbo · Tårnby · Timotheus · Tingbjerg · Trinitatis · Utterslev · Valby · Vanløse · Vesterbro · Vestermarie · Vigerslev · Vor Frelsers · Vor Frue
Aaker (kerk) · Allinge-Sandvig (kerk) · Bodilsker (kerk) · Christiansø (kerk) · Gudhjem (kerk) · Hasle (kerk) · Ibsker (kerk) · Klemensker (kerk) · Knudsker (kerk) · Nexø (kerk) · Nyker (kerk) · Nylarsker (kerk) · Olsker (olskerkerk en Tejnkerk) · Østerlarsker (kerk) · Østermarie (kerk) · Pedersker (kerk) · Poulsker (kerk) · Rø (kerk) · Rønne (kerk) · Rutsker (kerk) · Svaneke (kerk) · Vestermarie (kerk)